# John Balch House
Das John Balch House, alternativ auch kurz als Balch House bezeichnet, ist ein um 1679 errichtetes Gebäude im Stil der First Period in Beverly, Massachusetts. Es gilt als eines der ältesten noch existierenden Holzskelett-Fachwerkhäuser in Nordamerika. Seit Februar 1973 ist es im National Register of Historic Places eingetragen. Die Beverly Historical Society betreibt heute im John Balch House ein Museum.

## Geschichte
John Balch siedelte mit seiner Frau im Jahr 1623 von Somerset, England in die Vereinigten Staaten über. Sie waren die ersten Angehörigen der Familie Balch in der „Neuen Welt“. Die Siedler kamen mit der Dorchester Company nach Amerika, um sich in Neuengland niederzulassen und Fischfang zu betreiben. Das Unternehmen scheiterte und die meisten Siedler kehrten bis 1626 nach England zurück. Balch und einige andere, unter ihnen Roger Conant, der als Gründer der Stadt Salem gilt, blieben in Amerika und ließen sich in Massachusetts nieder. Die verbliebenen Siedler gingen als Old Planters in die Geschichte Neuenglands ein.
Im Rahmen des Thousand Acre Grant erwarb John Balch 1935 das Land, auf dem sich heute das Haus befindet. Historischen Aufzeichnungen zufolge erbaute er 1636 das heutige John Balch House, das in den folgenden Jahrzehnten mehrfach um- und ausgebaut wurde. Dieser Ansicht waren bis in die 2000er Jahre die meisten Historiker und auch die Beverly Historical Society, das Haus galt daher als das älteste noch existierende Fachwerkhaus der Vereinigten Staaten. In einer im Jahr 2006 in Oxford in Auftrag gegebenen dendrochronologischen Untersuchung wurde jedoch nachgewiesen, dass das verwendete Holz erst um 1679 geschlagen wurde, das offizielle Baujahr des Hauses wurde daraufhin entsprechend angepasst. Weiterhin sind die Historiker allerdings der Auffassung, dass John Balch ein Haus am heutigen Standort errichtet hatte, das heutige Gebäude jedoch den Berechnungen zufolge an der Stelle des ersten Hauses von seinem Sohn oder seinem Enkel erbaut wurde. Die dendrochronologische Untersuchung ergab außerdem, dass der südliche Teil des Hauses im Jahr 1721 angebaut wurde. Das älteste ermittelte Stück Holz stammt aus dem Jahr 1660.
Das Gebäude blieb bis 1916 der Wohnsitz der Familie Balch. Die Society for the Preservation of New England Antiques gründete danach den „Balch House Trust“, um das Haus zu kaufen und vor dem Verfall zu bewahren. Schließlich gelangte das John Balch House 1932 in den Besitz der Beverly Historical Society, die sich seitdem um den Erhalt kümmert.